# 藤田宏
藤田 宏（ふじた ひろし、1928年12月7日 - ）は、日本の数学者。専門は関数解析学、偏微分方程式。東京大学名誉教授。大阪市出身。幼少期から中学校まで愛媛県新居浜市久保田町に在住。

## 経歴
1948年東京大学理学部物理学科入学。当時は小平邦彦、久保亮五、山内恭彦、今井功、高橋秀俊らが教鞭をとっていた。1952年卒業後、同大学院に進学し、物理学教室（加藤敏夫）に所属。
1956年同助手。1960年東京大学工学部応用物理学科講師。応用物理学科時代前半にスタンフォード大学へ留学。1964年に帰国してからまもなく併任助教授として東京大学理学部数学科でも教鞭をとるようになった。1966年より東京大学理学部数学科教授。1967〜1968年ニューヨーク大学クーラント数理科学研究所に滞在。1971〜1988年には京都大学数理解析研究所の併任教授を務めた。1988年東京大学理学部長。1989年東京大学理学部名誉教授。
同年より新設の明治大学理工学部数学科教授。1999年東海大学教授。
研文書院の『大学への数学』シリーズ（黒大数）の執筆者としても知られる。また、東京出版の月刊誌『大学への数学』の執筆をしていたこともある。日本数学会会長、日本応用数理学会会長などを務める。現在は文英堂のシグマベスト理解しやすい数学シリーズ全巻の編者である。
過去に数学オリンピック財団理事長を務めた。1964年藤原賞受賞。1990年紫綬褒章受章。2000年、勲二等瑞宝章受章。

## 主な著書
- 「大学への数学I」
- 「大学への数学II」
- 「大学への数学A」
- 「大学への数学B」
- 「大学への数学I&A」
- 「大学への数学II&B」
- 「大学への数学III&C」
- 「大学への数学Iニューアプローチ」
- 「大学への数学IIニューアプローチ」
- 「大学への数学Aニューアプローチ」
- 「大学への数学Bニューアプローチ」
- 「大学への数学III&Cニューアプローチ」
- 「大学への数学スペシャル」
- 「大学への代数・幾何」
- 「大学での微分積分I」
- 「大学での微分積分II」
- 「理解しやすい数学I&A」
- 「理解しやすい数学II&B」
- 「理解しやすい数学III&C」
- 「理解しやすい基礎解析」
- 「最適化法」
- 「関数解析」
- Functional-Analytic Methods for Partial Differential Equations (1990, Springer), Proceedings of a Conference and a Symposium held in Tokyo, Japan, July 3-9, 1989. Edited by Hiroshi Fujita, Teruo Ikebe and Shige T. Kuroda.
- Proceedings of the Ninth International Congress on Mathematical Education, Edited by Hiroshi Fujita et. al.